# IC 239
IC 239 est une galaxie spirale intermédiaire vue de face. Elle est située dans la constellation d'Andromède. Sa vitesse par rapport au fond diffus cosmologique est de (695 ± 15) km/s, ce qui correspond à une distance de Hubble de 10,3 ± 0,8 Mpc (∼33,6 millions d'al). Elle a été découverte par l'ingénieur britannique Isaac Roberts en 1893.
La classe de luminosité de IC 239 est III-IV et elle présente une large raie HI. De plus, c'est une galaxie LINER, c'est-à-dire une galaxie dont le noyau présente un spectre d'émission caractérisé par de larges raies d'atomes faiblement ionisés.
En raison d'une brillance de surface égale à 14,32 mag/am2, on peut qualifier IC 239 de galaxie à faible brillance de surface (LSB en anglais pour low surface brightness). Les galaxies LSB sont des galaxies diffuses (D) avec une brillance de surface inférieure de moins d'une magnitude à celle du ciel nocturne ambiant.
À ce jour, huit mesures non basées sur le décalage vers le rouge (redshift) donnent une distance de 11,281 ± 1,559 Mpc (∼36,8 millions d'al), ce qui est à l'intérieur des valeurs de la distance de Hubble. Cependant, étant donné la proximité de cette galaxie avec le Groupe local, cette valeur est peut-être plus près de la distance réelle de NGC 1058.

## Morphologie

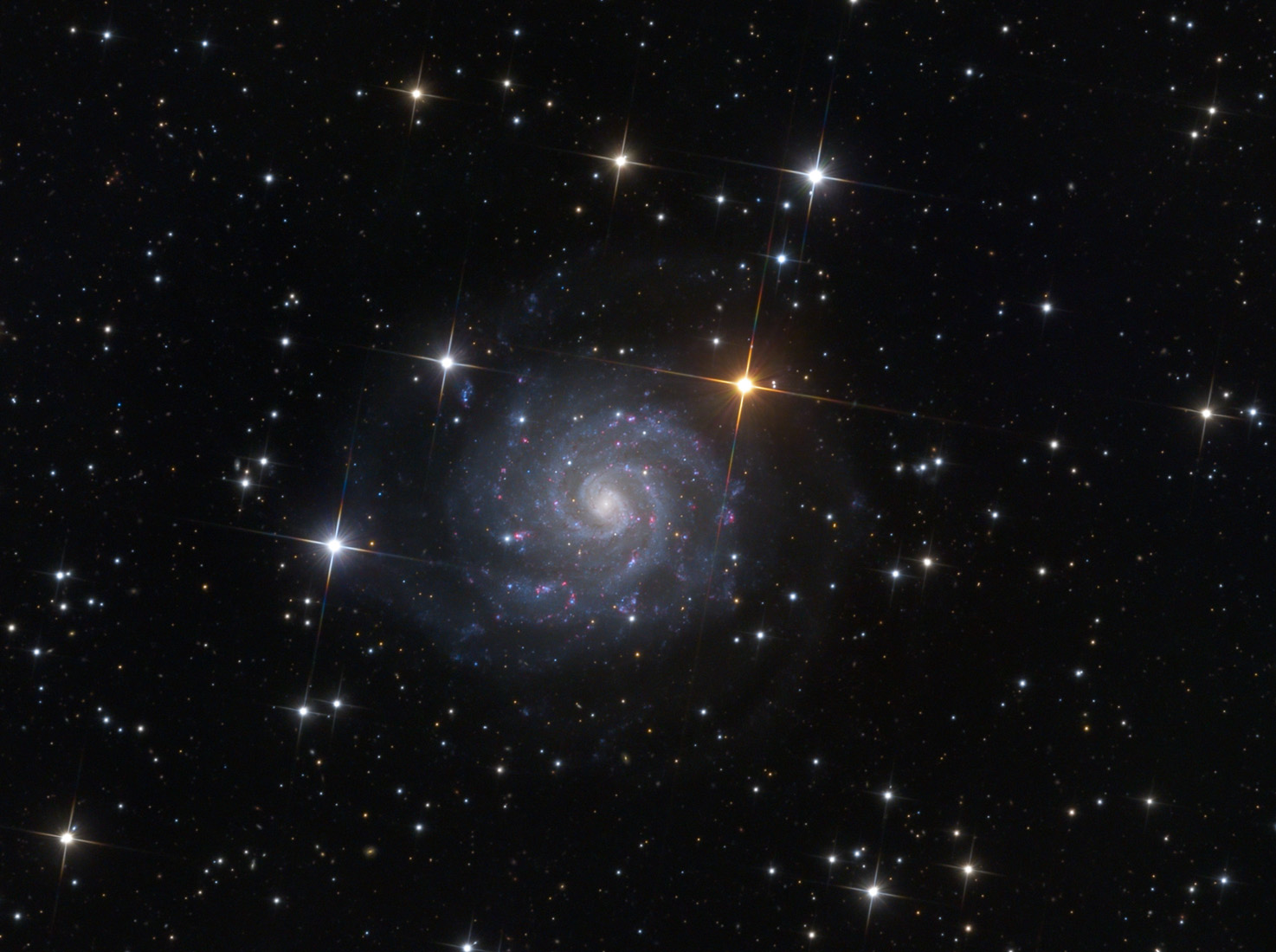
IC 239 par le télescope Schulman de l'observatoire Mount Lemmon SkyCenter. (Credit Line and Copyright Adam Block/Mount Lemmon SkyCenter/University of Arizona).

Eskridge, Frogel et Pogge ont publié un article en 2002 décrivant la morphologie de 205 galaxies spirales ou lenticulaires rapprochées. Les observations ont été réalisées dans la bande H de l'infrarouge et dans la bande B (le bleu). Selon Eskridge et ses collègues, IC 239 est de type SABc dans la bande B et SBc dans la bande H. IC 239 est presque vue de face. Son petit bulbe circulaire est encastré dans une épaisse barre. La brillance de surface du disque est très faible et celui-ci présente un motif spiralé à deux bras lisses. Les bras semblent commencer à partir de l'extrémité de la barre, car ils sont très épais à leur base. Ils s'enroulent sur 180° avant de s'estomper. Comme la brillance de surface du disque est très faible, toute structure interne est difficile à distinguer. 

## Groupe de NGC 1023
IC 239 fait partie du groupe de NGC 1023 situé dans le superamas de la Vierge qui est aussi appelé Superamas local. Ce groupe comprend entre autres les galaxies NGC 891, NGC 925, NGC 949, NGC 959, NGC 1003, NGC 1023 et NGC 1058.